# Vitruviánský muž

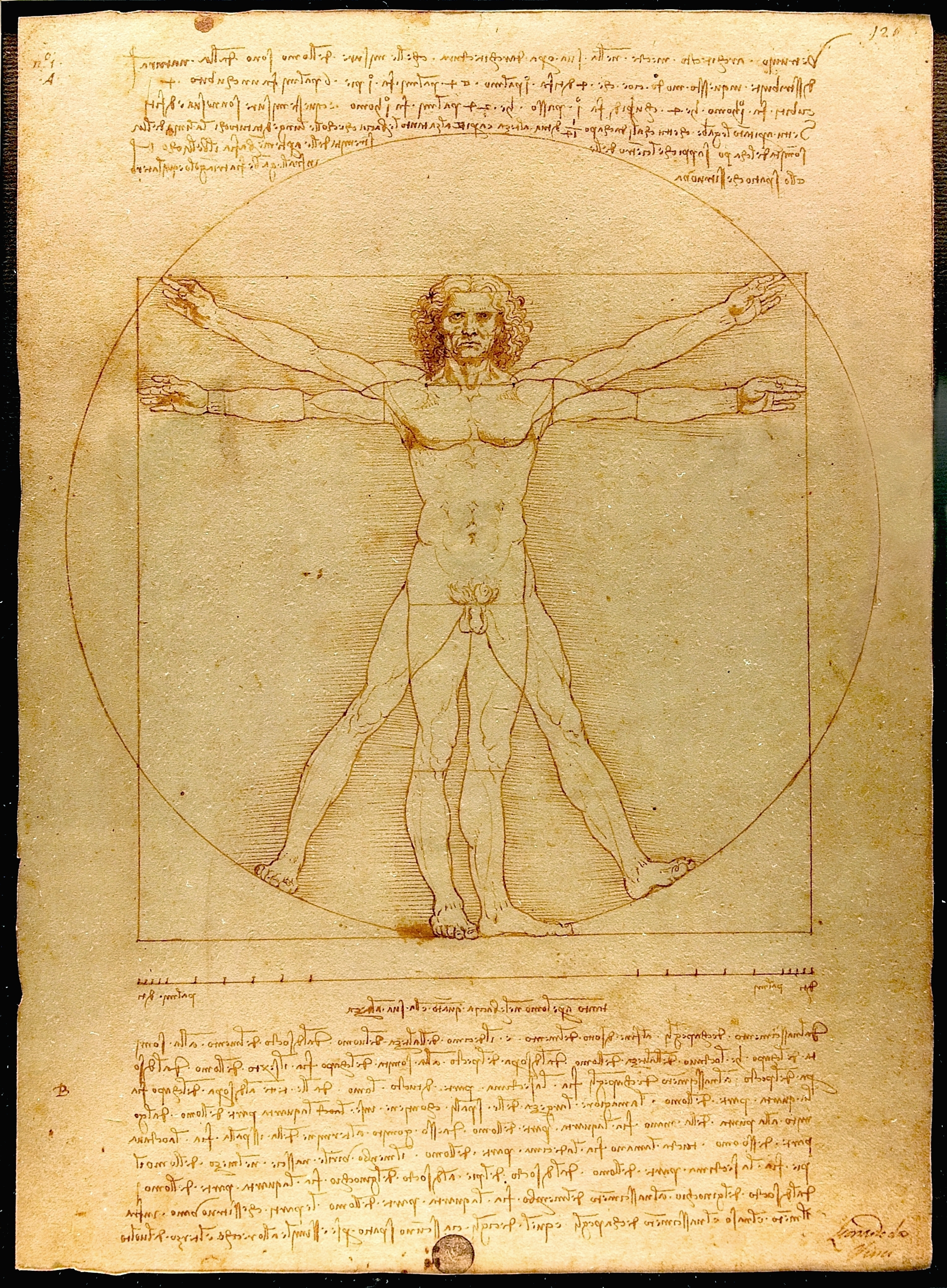
Vitruviánský muž

Vitruviánský muž (kolem 1490) je kresba Leonarda da Vinciho, která znázorňuje proporce lidského těla muže.
Postava v několika různých postojích je vepsána do kruhu a čtverce. Je doprovázena textem, který komentuje myšlenky a teorie Marca Vitruvia, římského stavitele prvního století a autora Deseti knih o architektuře, jež tvořily základ teorie renesančního umění a architektury.
Pravděpodobně nejslavnější Leonardova kresba vyjadřuje přesvědčení, že na proporcích lidského těla je založena harmonická krása člověka i světa. Proto se využívá též jako symbol humanismu, rozumu, novověkého člověka apod. Kresba je uložena ve sbírkách Gallerie dell'Accademia v Benátkách a vystavuje se jen občas.

## Popis
Vitruviánský muž je kresba perem na listu papíru o rozměrech 34,6 × 25,5 cm. Uprostřed je nahá postava muže ve dvou polohách, vepsaná do kružnice a do čtverce. Přímo pod ní je vodorovné měřítko s rozdělením strany čtverce na čtyři lokty, dva krajní díly jsou rozděleny na šest dlaní a dále na čtyři prsty, aby si divák mohl proporce sám ověřit. Nad kresbou i pod ní je zrcadlovým písmem napsán italský komentář, který parafrázuje Vitruviův popis tělesných proporcí. Podle vrchního textu „dlaň jsou čtyři prsty, stopa jsou čtyři dlaně, loket je šest dlaní a čtyři lokte jsou člověk“.
Kresbu objevil a koupil italský architekt Giuseppe Bossi (1777–1815) a napsal o ní pojednání, které věnoval svému příteli, klasicistickému sochaři Antoniu Canovovi. Po Bossiho smrti kresbu roku 1822 koupila benátská Gallerie dell'Academia.

## Vitruvius a proporce

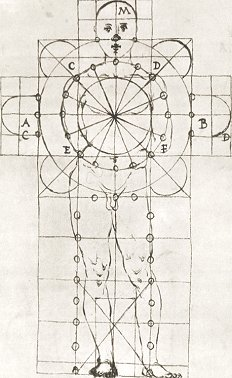
Francesco di Giorgio, Antropomorfní plán kostela (1470)

Ve třetí knize své De architectura (Deset knih o architektuře) Vitruvius diskutoval o symetrii a proporcích ve vztahu k budování chrámů. Architekt byl přesvědčen, že proporce a míry lidského těla, které stvořil Bůh, jsou dokonalé a správné. Proto navrhl, že správně postavený chrám by měl odrážet poměry lidského těla. Podotkl, že lidské tělo může být symetrické, vepsané do kruhu i čtverce. Tato myšlenka ovlivnila jeho praxi architekta.
Leonardova ilustrace Vitruvia je perokresba tuší. Obsahuje postavu muže, jehož natažené končetiny se dotýkají obvodu kruhu a okraje čtverce. Jeho pupek se nachází přesně ve středu kruhu. Z kresby lze snadno odvodit tzv. zlatý řez, tedy poměr, který Leonardo hodně využíval ve svém díle a býval považován za ideál. Přibližně mu odpovídá například poměr vzdálenosti temene hlavy a pupku ke vzdálenosti od pupku k základně. Někteří tvrdí, že se Leonardo kresbou vyjadřoval i k matematicko-geometrickému problému kvadratury kruhu. Leonardo byl ovšem malíř a přesná čísla ho příliš nezajímala.
Kresba měla různé předchůdce, Leonarda patrně inspiroval jeho přítel a znalec Vitruvia, architekt Giacomo Andrea z Ferrary a možná i rukopisné „Pojednání o občanské i vojenské architektuře“ sienského architekta Francesco di Giorgio z roku 1470. Da Vinciho verze se liší od předchozích prací v tom, že postava muže je ve dvou různých polohách v rámci téhož obrazu. Je současně v kruhu i čtverci, pohyb a živost zosobňují aktivní ruce a nohy, jako kdyby byly v pohybu. Da Vinci také korigoval Vitruviovy představy, pokud neodpovídaly jeho zkušenosti. Tak „čtverec“ má větší výšku než šířku a jeho střed neodpovídá pupku.[zdroj?]